# Bagnolo in Piano
Bagnolo in Piano là một đô thị ở tỉnh Reggio Emilia trong vùng Emilia-Romagna, có vị trí cách khoảng 60 km về phía tây bắc của Bologna và khoảng 8 km về phía đông bắc của Reggio nell'Emilia. Tại thời điểm ngày 30 tháng 6 năm 2007, đô thị này có dân số 9.050 và diện tích 26,7 km².
Đô thị Bagnolo in Piano có các frazioni (các đơn vị cấp dưới, chủ yếu là các làng) Castello San Michele, Ponte Beviera, Ponte Nuovo, Romani, San Michele, San Tomaso, và Santa Maria.
Bagnolo in Piano giáp các đô thị: Cadelbosco di Sopra, Correggio, Novellara, Reggio Emilia.